# Lacrimatório

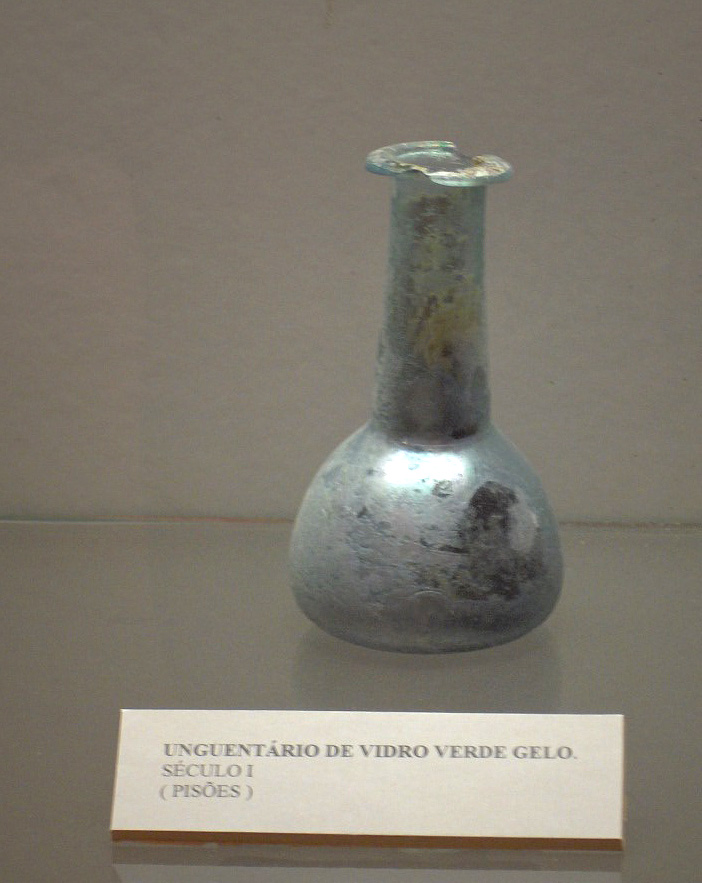
Unguentário vítreo verde gelo, Museu Rainha Dona Leonor, Beja

Lacrimatório (em latim: lacrimatorius/a/um) é o nome atribuído aos pequenos vasos de vidro ou cerâmica encontrados em túmulos gregos tardios e romanos e que presume-se terem sido utilizados para recolher as lágrimas vertidas nos funerais. O termo é anacronístico, não havendo evidências da Antiguidade que sugiram tal uso destes vasos cerâmicos e vítreos como "coletores de lágrimas".
A disseminação na literatura moderna do termo lacrimatório deveu-se a assunção feita na tradução da Bíblia do Rei Jaime, bem como nos relatos contidos na obra de autores famosos, como na Antônio e Cleópatra de Guilherme Shakespeare. Atualmente interpreta-se estes vasos greco-romanos como recipientes para armazenamento e distribuição de unguentos, dai que passaram a chamar-se unguentários ou balsamários. 